# کانر پائولو
 کانر پائولو (انگلیسی: Connor Paolo؛ زادهٔ ۱۱ ژوئیهٔ ۱۹۹۰) یک هنرپیشه اهل ایالات متحده آمریکا است. وی از سال ۲۰۰۲ میلادی تاکنون مشغول فعالیت بوده‌است.
از فیلم‌های معروف او می‌توان به بازی در مجموعه تلویزیونی انتقام، فصل برنده و اردوگاه جهنم اشاره کرد.